# Брюттен
Брюттен (нім. Brütten) — громада  в Швейцарії в кантоні Цюрих, округ Вінтертур.

## Географія
Громада розташована на відстані близько 110 км на північний схід від Берна, 15 км на північний схід від Цюриха.
Брюттен має площу 6,6 км², з яких на 10,2% дозволяється будівництво (житлове та будівництво доріг), 59,8% використовуються в сільськогосподарських цілях, 29,8% зайнято лісами, 0,2% не є продуктивними (річки, льодовики або гори).

## Демографія
2019 року в громаді мешкало 2067 осіб (+7,3% порівняно з 2010 роком), іноземців було 7,5%. Густота населення становила 313 осіб/км².
За віковим діапазоном населення розподілялося таким чином: 19,6% — особи молодші 20 років, 59,8% — особи у віці 20—64 років, 20,6% — особи у віці 65 років та старші. Було 893 помешкань (у середньому 2,3 особи в помешканні).
Із загальної кількості 388 працюючих 71 був зайнятий в первинному секторі, 51 — в обробній промисловості, 266 — в галузі послуг.